# Luis Fernando Herrera
Luis Fernando Herrera Arango (Medellín, 16 giugno 1962) è un ex calciatore colombiano, di ruolo difensore. Ha giocato due mondiali con la Colombia, Italia 1990 e Stati Uniti 1994.

## Carriera

### Club
Nel 1982 debutta con l'Atlético Nacional; vi passa tutta la carriera, vincendo la Coppa Libertadores 1989 e la Coppa Interamericana 1990. Nel 1996 si ritira dal calcio giocato.

### Nazionale
Con la nazionale di calcio della Colombia ha giocato 66 partite, segnando una volta e partecipando a tre edizioni della Copa América, oltre a due mondiali.

## Palmarès

### Club

#### Competizioni nazionali
- Campionato colombiano: 2

Atlético Nacional: 1991, 1994

#### Competizioni internazionali
- Coppa Libertadores: 1

Atlético Nacional: 1989
- Coppa Interamericana: 1

Atlético Nacional: 1989